# Metoposcopa
Metoposcopa là một chi bướm đêm thuộc họ Erebidae.